# Emil Herzig
Emil Herzig (* 9. Oktober 1898 in Bad Harzburg; † 10. Dezember 1962 in Gifhorn) war ein deutscher Architekt und Hochschullehrer.

## Leben
Als Sohn eines Kaufmanns geboren, ging Herzig in Königslutter zur Schule und machte 1917/1918 sein Kriegsabitur in Helmstedt. Im Ersten Weltkrieg diente er beim Niedersächsischen Feldartillerie-Regiment Nr. 46, mit dem er an den Stellungskämpfen in Artois, Kämpfen in der Siegfriedstellung und an der Tankschlacht bei Cambrai teilnahm; zuletzt als Gefreiter.
1918 wurde er Mitglied der Braunschweiger Burschenschaft Germania. In den Jahren 1919 und 1920 gehörte er dem Zeitfreiwilligen-Bataillon Braunschweig an. Von 1919 bis 1925 studierte er Architektur an der Technischen Hochschule Braunschweig, unter anderem bei Carl Mühlenpfordt, und an der Technischen Hochschule München, unter anderem bei Theodor Fischer. Während seines Studiums machte er Praktika 1920 bei der Industrie- und Aktiengesellschaft Breslau, 1921 bei dem Unternehmen F. X. Sichler in Freiburg im Breisgau, 1922 bei dem Unternehmen Kiel/Oker und 1922 beim Hafenbau in Wulsdorf-Geestemünde. Nach seinem ersten Staatsexamen 1925 durchlief er bis 1927 den Vorbereitungsdienst als Regierungsbauführer (Referendar in der öffentlichen Bauverwaltung). Nach seinem zweiten Staatsexamen wurde er außerplanmäßiger Beamter im braunschweigischen Staatsdienst.

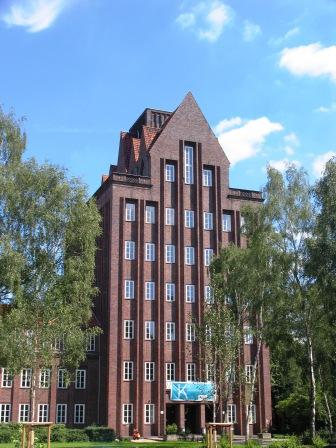
Haus der Wissenschaft auf dem Campus der Technischen Universität Braunschweig

Zum 1. Dezember 1931 trat er der NSDAP bei (Mitgliedsnummer 789.183), er war Mitglied im NSDStB, im NSD-Dozentenbund, in der NS-Volkswohlfahrt sowie im Reichsbund der deutschen Beamten. 1933 wurde er zum Regierungsbaurat befördert, von 1934 bis 1935 war er als Oberregierungsbaurat Leiter der Hochbau- und Siedlungsabteilung des Braunschweigischen Finanzministeriums. In den 1930er Jahren war er als Architekt tätig. 1935 wurde er auf Druck von Ministerpräsident Dietrich Klagges zum ordentlichen Professor berufen und übernahm den Lehrstuhl für Baukonstruktionslehre an der Technischen Hochschule Braunschweig. Von November 1935 bis 1936 war er als Führer der Dozentenschaft der Hochschule tätig. Er gehörte in Braunschweig dem Ausschuss für Denkmalpflege an, war Mitglied im Ausschuss für Volkskultur im Landesverkehrsverband Harz und im Reichsausschuss für baulichen Luftschutz. Er war Mitglied der Deutschen Akademie für Städtebau, Reichs- und Landesplanung. 1937 war er Führer der deutschen Delegation auf dem internationalen Kongress für Wohnungswesen und Städtebau, der bei der Weltfachausstellung Paris 1937 tagte. Von 1936 bis 1943 war er Rektor der Technischen Hochschule Braunschweig. Auf Wunsch von Dietrich Klagges gründete er 1938 eine Forschungsstelle für Vorgeschichtliche Baukunde (Forschungsgemeinschaft Deutsches Ahnenerbe). Ab 1938 nahm er an Militärübungen teil, wodurch er bis 1939 zum Feldwebel der Reserve befördert wurde; er wurde zur Wehrmacht eingezogen, dann aber ab Mai 1940 als unabkömmlich eingestuft. Von 1944 bis 1945 war er Dekan der Fakultät für Bauwesen der Hochschule.
1945 wurde Herzig aus politischen Gründen entlassen und kam bis 1946 in Internierungshaft. Von 1946 bis 1949 war er in Minden und Gifhorn als Architekt für Sozialen Wohnungsbau tätig. Im Spruchkammerverfahren wurde Herzig zunächst als „Mitläufer“ (Kategorie IV), später als „entlastet“ (Kategorie V) eingestuft. Als er daraufhin versuchte, seine Wiedereinstellung zu erreichen, erhob sich an der Technischen Hochschule Braunschweig ein Sturm der Entrüstung. Ehemalige Kollegen wiesen darauf hin, dass seine Berufung 1935 aus politischen Gründen erfolgt war und lehnten seine Wiederaufnahme in den Lehrkörper ab. Nach längeren Rechtsstreitigkeiten erhielt er 1955 schließlich die Rechtsstellung eines emeritierten Professors.

## Bauten und Entwürfe (Auswahl)
- 1934: Haus der Wissenschaft der Bernhard-Rust-Hochschule in Braunschweig
- 1935: Reichsjägerhof „Hermann Göring“
- 1937: Entwurf für das Reichsstudentenhaus in Göttingen[2]
- Botanische Forschungsanstalt in Braunschweig-Gliesmarode